# Antechiniscus perplexus
Antechiniscus perplexus är en djurart som tillhör fylumet trögkrypare, och som först beskrevs av Donald S. Horning och Schuster 1983.  Antechiniscus perplexus ingår i släktet Antechiniscus och familjen Echiniscidae. Inga underarter finns listade i Catalogue of Life.